# Rainier National Forest
Der Rainier National Forest wurde am 2. März 1907 im US-Bundesstaat Washington eingerichtet, indem die Mount Rainier Forest Reserve umbenannt wurde. Am 13. Oktober 1933 wurde der Rainier National Forest zwischen dem Columbia, dem Snoqualmie und dem Wenatchee National Forest aufgeteilt. Seine Gebiete existieren gegenwärtig als Teile der Mount Baker-Snoqualmie, Wenatchee und Gifford Pinchot National Forests.